# Onafhankelijkheidsmonument (Groningen)
Het Onafhankelijkheidsmonument  staat op het Monumentenplein in Groningen (Saramacca) in Suriname.
Het is een geschenk van Nederland ter gelegenheid van de Surinaamse onafhankelijkheid op 25 november 1975. Voor dezelfde gelegenheid schonk Nederland ook het Onafhankelijkheidsmonument dat in Nieuw-Amsterdam in Commewijne staat. Het monument van Groningen staat op het Monumentenplein, samen met een aantal andere monumenten zoals ter ere van de Inheemsen, Hindoestanen en Javanen en ter herinnering aan de afschaffing van de slavernij. Het plein bevindt zich naast het districtscommissariaat. Op het voetstuk staat de tekst gegraveerd: "Onafhankelijkheid Suriname 25 november 1975".